# Friedrich August von Rummel
Friedrich August von Rummel (* 17. Oktober 1772 in Geldern; † 31. Dezember 1856 in Bonn) war ein preußischer General der Infanterie.

## Leben

### Herkunft
Seine Eltern waren Johann Ernst August von Rummel (1736–1810) und dessen Ehefrau Johanna Henriette Karoline, geborene von Haugwitz (1748–1829). Sein Vater war preußischer Major a. D., zuletzt im III. Bataillon des Infanterieregiments Nr. 48. Alle Brüder dienten in der preußischen Armee. Johann Albert († 1849) wurde Oberstleutnant und Karl Ludwig Sekondeleutnant. Der Vater ging noch 1806 bei der Kapitulation der Festung Hameln in französische Kriegsgefangenschaft.

### Militärkarriere
Rummel kam am 21. April 1786 als Gefreitenkorporal in das Infanterieregiment Nr. 48 der Preußischen Armee. Dort nahm er 1787 am Feldzug in Holland teil. Am 1. Mai 1793 wurde er Sekondeleutnant, nahm während des Ersten Koalitionskrieges an den Schlachten bei Kaiserslautern und Moorlautern sowie den Gefechten bei Hasnon, Famars, St. Imbert und St. Amand teil. In der Zeit erkrankte er am 21. Juli 1794 an der Ruhr und musste bis zum Herbst 1794 im Lazarett in Frankfurt am Main bleiben. Am 1. Dezember 1794 wurde er zum Adjutanten des Grenadierbataillons ernannt.
Kurz vor dem Vierten Koalitionskrieg wurde er am 8. April 1806 zum Premierleutnant befördert. Im Krieg konnte Rummel sich in der Schlacht bei Auerstedt auszeichnen. Nach dem Krieg wurde er am 10. Oktober 1808 nicht entlassen, sondern auf Halbsold gesetzt. Am 2. Dezember 1808 wurde er mit Patent vom 1. Juni 1808 Hauptmann und erhielt Ende Dezember drei Monate Urlaub, um nach Russland zu gehen. Am 9. Juni 1809 bekam er die königliche Erlaubnis, seinen Abschied zu nehmen und in russische Dienste zu treten. Dort wurde er Major im Generalstab.
Rummel kämpfte 1810/11 im Feldzug gegen die Türken. Er kämpfte bei der Einnahme von Silistra und erwarb den Orden des Heiligen Wladimir IV. Klasse. Für Schumla erhielt Rummel einen goldenen Ehrendegen für Tapferkeit sowie für Rustschuk den Orden der Heiligen Anna II. Klasse. Im Jahr 1812 kam er als Oberstleutnant in die Suite des Zaren und wurde im Jahr darauf zum Quartiermeister der IX. Armee ernannt. Während der Befreiungskriege kämpfte Rummel in der Völkerschlacht bei Leipzig und wurde wegen seiner Tapferkeit noch auf dem Schlachtfeld zum Oberst ernannt. Ferner kämpfte er bei Rothiere, Paris, La-Fere-Champenoise, Brienne und Etoges. Am 11. August 1813 erhielt er den Orden Pour le Mérite und bei Etoges den Orden des Heiligen Wladimir III. Klasse.
Nach dem Krieg wechselte Rummel am 13. März 1815 wieder in preußische Dienste, wo er als Oberst in das 1. Departement des Kriegsministeriums kam. Am 18. Januar 1819 erhielt er den Roten Adlerorden III. Klasse. Am 30. März 1820 wurde er mit Patent vom 3. April 1820 zum Generalmajor befördert. Am 8. Januar 1821 wurde er als Kommandeur zur 15. Landwehrbrigade versetzt. Am 4. August 1825 bekam er das Dienstkreuz und am 18. Januar 1830 den Roten Adlerorden II. Klasse mit Eichenlaub. Zudem kam er am 30. März 1831 als Kommandeur zur 2. Division, aber schon am 24. November 1831 bekam er drei Monate Urlaub auf Gut Reuschenberg, das seiner Frau gehörte, dazu mit vollen Gehalt. Am 19. Juni 1832 erhielt er zudem noch den Russischen Orden der Heiligen Anna I. Klasse. Am 30. März 1833 wurde Rummel zum Generalleutnant befördert, bevor er am 11. Juni 1833 mit der Wahrnehmung der Geschäfte als 1. Kommandant der Festung Danzig beauftragt wurde. Dazu bekam er am 18. Januar 1834 den Stern zum Roten Adlerorden II. Klasse mit Eichenlaub und am 30. September 1835 den Orden des Heiligen Wladimir II. Klasse. Anlässlich seines 50-jährigen Dienstjubiläums erhielt Rummel am 12. April 1836 den Roten Adlerorden I. Klasse mit Eichenlaub. Am 4. März 1837 wurde ihm sein Abschied mit einer Pension von 2800 Talern gewährt. Noch am 14. Mai 1850 erhielt er den Charakter als General der Infanterie. Er starb am 31. Dezember 1856 in Bonn.
In seiner Beurteilung aus dem Jahr 1804 hieß es: „Sein moralisches Betragen ist musterhaft wie die Erfüllung seiner Dienstpflichten. In der Militärschule zu Wesel hat er Mathematik, Aufnehmen mit Instrumenten und Planzeichnen erlernt. Er verdient empfohlen zu werden.“

### Familie
Rummel heiratete am 25. Februar 1816 in Sollstadt (Kreis Mühlhausen in Thüringen) Josephine Freiin von Knorring (1783–1819), Witwe des Oberstleutnants von Diepenbroick. Das Paar hatte zwei Kinder:
- Karl Ernst Heinrich Wilhelm Albert (*/† 1817)
- Josephine (1819–1884) ⚭ 1844 Gottfried von Maercken zu Geerath (1807–1886) in Laupendahl, Schloßhauptmann von Düsseldorf[1]

Nach dem Tod seiner ersten Frau heiratete er am 3. Mai 1825 in Deutzrath bei Düsseldorf Klara Freiin von Mylius (1784–1865), die jüngste Tochter des österreichischen Generalmajors Caspar Josef Carl von Mylius aus dem Haus Räuschenberg.